# 九薬
株式会社九薬（きゅうやく）は、医薬品・化粧品の卸売を中心とする日本の企業であった。現在はスズケングループの一社「翔薬」である。医薬品の卸売手。地盤は九州地方。

## 概要
- 本社：福岡県福岡市博多区山王2-3-5
- 代表取締役社長：平田次雄
- 資本金：5億2,200万円

## 沿革
- 1900年（明治33年）5月 - 大黒南海堂創業[1]
- 1949年（昭和24年）4月 - 「株式会社大黒南海堂」設立[1]
- 1952年（昭和27年）10月 - 「大黒南海堂」が「新松島共栄堂」を合併し「佐賀支店」として発足
- 1962年（昭和37年）9月 - 「大黒南海堂」が「山下薬品卸部門」を合併
- 1980年（昭和55年）5月 - 「大黒南海堂」が大九薬品株式会社（北九州市）を吸収合併、「ケイホ薬品株式会社」（長崎市）の営業を譲受し、「株式会社九薬」に商号変更[1]
- 1984年（昭和59年） - 鹿児島県の「上原薬品」合併
- 2000年（平成12年）10月 - 株式会社九薬、大分県大分市の「株式会社平田天命堂」と長崎県長崎市の「伊東薬品株式会社」が合併し、「株式会社翔薬」設立[1]

## 支社
- 福岡・北九州・長崎・鹿児島

## 支店
- 久留米・西福岡・筑豊・八幡・伊万里・佐世保・奄美・諌早

## 営業所
- 二日市・島原・五島・長崎北・北松・川内・出水・鹿屋・姶良

## 主な取引メーカー
- 第一三共
- エーザイ
- 中外製薬
- ヘキストジャパン
- 大日本住友製薬